# Gruppo di NGC 1672
Il Gruppo di NGC 1672 comprende almeno nove galassie situate nella costellazione del Dorado.

## Descrizione
La distanza media tra il centro di massa di questo gruppo e la nostra Via Lattea è di circa 61 milioni di anni luce (18,6 Mpc).

## Membri
I membri del Gruppo di NGC 1672 sono riportati nella tabella sottostante.
Anche il sito "Un Atlas de l'Univers" di Richard Powell menziona l'esistenza del gruppo, ma vi include solamente le galassie del New General Catalogue, a cui aggiunge però NGC 1824.
| Nome       | Classificazione | Tipo                        | RA (J2000.0)  | DEC (J2000.0) | Velocità radiale (km/s) | Magnitudine apparente | Distanza (Mpc) | Dimensioni (kal) |
| ---------- | --------------- | --------------------------- | ------------- | ------------- | ----------------------- | --------------------- | -------------- | ---------------- |
| NGC 1672   | SB(s)b          | Spirale barrata             | 04h 45m 42.5s | -59° 14′ 50″  | 1331 ± 4                | 9,7                   | 19.9,6 ± 1,4   | 101              |
| NGC 1688   | SB(rs)dm        | Spirale barrata magellanica | 04h 48m 23.8s | -59° 48′ 01″  | 1228 ± 6                | 12,1                  | 18,4 ± 1,3     | 46               |
| NGC 1703   | SB(r)b          | Spirale barrata             | 04h 52m 52.1s | -59° 44′ 32″  | 1526 ± 3                | 11,3                  | 22,9 ± 1,6     | 74               |
| ESO 85-14  | SB(s)m          | Spirale barrata magellanica | 04h 54m 44.5s | -62° 47′ 59″  | 1406 ± 4                | 12,0302               | 21,1 ± 1,5     | 57               |
| ESO 85-30  | S0+? pec        | Lenticolare                 | 05h 01m 29.7s | -63° 17′ 36″  | 1300 ± 3                | 12,49 ± 0,04          | 19,7 ± 1,4     | 60               |
| ESO 118-34 | S0^0^ pec?      | Lenticolare                 | 04h 40m 17.5s | -58° 44′ 39″  | 1150 ± 5                | 12,67 ± 0,09          | 17,1 ± 1,2     | 19               |
| ESO 158-3  | (R')SB(rs)m     | Spirale barrata magellanica | 04h 46m 17.3s | -57° 20′ 38″  | 975 ± 30                | 13,07 ± 0,09          | 14,6 ± 1,1     | 28               |
| ESO 119-16 | SA(s)dm         | Spirale barrata magellanica | 04h 51m 29.2s | -61° 39′ 03″  | 974 ± 6                 | 13,7708               | 14,7 ± 1,0     | 81               |
| NGC 1824   | SB(s)m          | Spirale barrata magellanica | 05h 06m 56.2s | -59° 43′ 26″  | 1248 ± 3                | 12,6                  | 18,9 ± 1,3     | 54               |

Il sito DeepskyLog permette di trovare agevolmente le costellazioni in cui sono situate le galassie; in alternativa si possono utilizzare le coordinate delle galassie per individuarle. Se non altrimenti indicato, le coordinate sono quelle fornite dal sito NASA/IPAC (National Aeronautics and Space Administration / Infrared Processing and Analysis Center).